# Oporinia extensa
Oporinia extensa är en fjärilsart som beskrevs av Harrison 1942. Oporinia extensa ingår i släktet Oporinia och familjen mätare. Inga underarter finns listade i Catalogue of Life.